# Geschiedenis van Wallonië

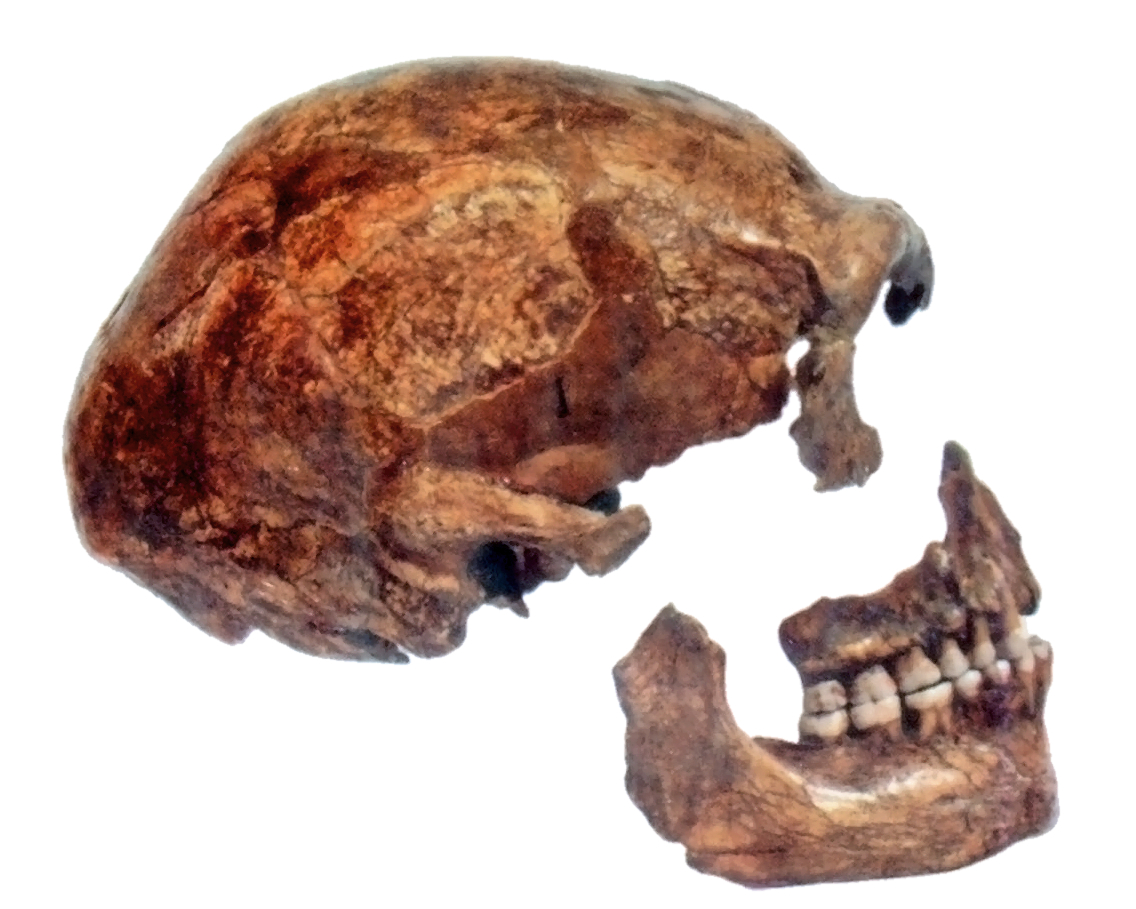
Schedel gevonden in Spy

Dit artikel behandelt de geschiedenis van Wallonië. De geschiedenis van het 'Belgische Wallonië' wordt gekenmerkt door zijn Romaanse cultuurgeschiedenis, en door een vroege en spectaculaire industriële revolutie.

## Inleiding
Wallonië is een landstreek in een uithoek van de Romaanse wereld op de grens met Germaanse gebieden. Het gebied grenst dus aan het Nederlandstalige noorden, en het Duitstalige oosten. Tijdens de middeleeuwen hoorde Wallonië bij het Heilige Roomse Rijk der Duitse Natie, en ontwikkelden zich verschillende feodale vorstendommen op het huidige grondgebied van Wallonië (zie de onderkop Feodale versnippering voor een lijst).
Deze gebieden werden verzameld in het Bourgondische rijk in de loop van de 15e eeuw (Zie hertogdom Bourgondië, Bourgondische tijd), in de Nederlanden, met uitzondering van het prinsbisdom Luik. Na de Tachtigjarige Oorlog behoorden zij tot de Zuidelijke Nederlanden, en achtereenvolgens worden zij overheerst door de Spaanse Habsburgers, de Oostenrijkse Habsburgers, worden gebieden veroverd door de Franse Zonnekoning, en wordt het op het einde van de 18e eeuw samen met het prinsbisdom Luik ingelijfd bij Frankrijk, waarbij het wordt ingedeeld in departementen en arrondissementen (zie ook Geschiedenis van België en Departementen van de Nederlanden).
De naam Wallonië (in Waals dialect Walonreye of Waloneye) werd (volgens gangbare geschiedschrijving) pas gebruikelijk rond het jaar 1840; binnen het Koninkrijk België kreeg het haar huidige betekenis als Romaans landsdeel.
Op het einde van de 18e eeuw en in de 19e eeuw maakt Wallonië al zeer vroeg een ontzagwekkende technologische en Industriële revolutie mee die de Samber- en Maasvallei zal transformeren.
Gedurende de staatshervormingen van 1970-1980 ontwikkelt zich een embryonaal Waals gewest met eigen bevoegdheden. In 1993 wordt Wallonië een grondwettelijk gedefinieerd gewest in het federale België met verregaande autonomie.

## Etymologie en taal

-- HET FRANSE TAALLANDSCHAP --
Verspreiding van talen en streektalen in Frankrijk, Wallonië en Franstalig Zwitserland

“Waals” zou komen uit de Germaanse talen, om iemand die niet Germaans sprak aan te duiden. Dit kan een aanpassing zijn van de naam "Gallus", Galliër of Kelt. Toen de Germanen (Franken) in de vierde eeuw in contact kwamen met de Gallo-Romeinen, spraken die geen Keltisch meer maar (volks)Latijn. Ze noemden zichzelf op Latijnse wijze "Gallus", dat toen reeds naar de Laat-Latijnse uitspraak "Gallo" was geëvolueerd. De Germanen spraken dat uit als "Wallo" en "Walha". De beginklanken "G" of "GU" werden in het Germaans "W" uitgesproken, en omgekeerd. Dit bemerken we bij een aantal leenwoorden in het Frans: het Germaans "Wilhelm" werd in het Frans "Guillaume", "weer"(oorlog) werd "guerre", "wesp" werd "guêpe", "wad" werd "gué". Reeds Voltaire vertelde in zijn "Encyclopédie" dat "Gallus" en "Walch" hetzelfde woord was. De Germanen gingen alle mensen die Latijn, Oud-Frans of Keltisch praatten "Walen" noemen. Vandaar de naam Wales, waar de bevolking een Keltische taal sprak en spreekt; die Welsche Schweiz, de Duitse benaming voor het Romaanse deel van Zwitserland; Walachije, het Roemeenstalige deel tegenover Zevenburgen, het vroeger grotendeels Duitstalige deel van wat nu Roemenië is. De geografische spreiding van Wales, Wallonië, Valois, Wallis, Wällisch, Walachije maakt de verklaring van Van Veen echter onwaarschijnlijk, want deze gebieden kwamen in contact met verschillende Germaanse stammen, die geen eenheid vormden. Het is dan ook moeilijk te begrijpen dat al die verschillende stammen, die geografisch ver uit elkaar woonden, allen de naam van de Volcae, waarmee de Franken in contact kwamen, hebben veralgemeend.
Het Waals en het Picardisch zijn de Romaanse dialecten die in de Waalse gebieden werden gesproken; in de gebieden ten zuiden van de taalgrens die het Germaanse taalgebied scheidt van het Romaanse taalgebied. Deze gebieden waren taalkundig dikwijls erg gemengd (Germaanse en Romaanse talen dooreen). De Romaanse dialecten van de langue d'Oïl kwamen voort uit een gevulgariseerd Latijn dat reeds tegen de achtste eeuw gedifferentieerd was.

## Het prehistorische Wallonië
Een kolenmijn in Bernissart is de tot nu toe belangrijkste vindplaats van overblijfselen van de iguanodon.
Al in 1829 werd in de grotten van Engis twee schedels en overblijfselen van skeletten van neanderthalers gevonden door Philippe-Charles Schmerling, 25 jaar voor de vondst in het Neanderthal. Ook in de Grot van Spy werden in 1886 overblijfselen van neanderthalers gevonden. In Spiennes bevinden zich vuursteenmijnen uit het neolithicum, die de grootste en vroegste concentratie van prehistorische mijnen in Europa vormen.

## De Romeinse tijd
In 51 v.C. wordt, volgens Julius Caesar, Belgica, na enkele serieuze opstanden, ingelijfd bij het Romeinse Rijk, hoewel echte Romeinse aanwezigheid pas veel later archeologisch merkbaar wordt. De bevolking, zeker in het zuiden langs de belangrijke wegen romaniseert en leert Latijn: het worden Gallo-Romeinen.

## Wallonië in de middeleeuwen

### Doornik, hoofdstad van het vroege Frankenrijk
In de vijfde eeuw wordt Wallonië door de Franken veroverd, en wordt in Doornik de Merovingische dynastie gesticht door Childerik I. In 486 verplaatste Clovis de hoofdstad naar Parijs, na de inlijving van het rijk van Syagrius. Doornik werd bij het vertrek van Clovis omgevormd tot bisschopszetel.

### De kerstening
De gebieden ten zuiden van de Rijn werden al sinds de 3de en 4de eeuw gekerstend. De belangrijkste kerkelijke centra in het noorden van het Romeinse Rijk waren toen Tongeren en Doornik. Belangrijke missionarissen uit die tijd waren Sint-Piat, reeds in de 3e eeuw werkzaam in Doornik en Sint-Servaas van Tongeren, die de heidenen in de Kempen en de Ardennen bekeerde in 4de eeuw. Na de Volksverhuizingen kwam er een tweede kersteningsgolf. Sint-Vaast, Sint-Eleutherius en vooral Sint-Eligius waren werkzaam vanuit Doornik (7de eeuw). Sint-Eligius kerstende de heidenen in Henegouwen, en Vlaanderen. Martelaar en heilige Lambertus was missionaris in het Luikse en werd er vermoord. Hierdoor droeg hij bij aan het ontstaan van de stad Luik, want de heilige Hubertus, bewonderaar van Lambertus, verplaatste de bisschopszetel van Maastricht naar Luik. De machtige abdijen van Lobbes (gesticht door de heilige Landilinus), Stavelot-Malmedy, Saint-Hubert en de dubbel abdij van Nijvel (Saint-Paul & Notre-Dame) speelden een belangrijke rol bij de economische en culturele ontwikkeling van deze gebieden (7de eeuw). Later werden nog vele nieuwe abdijen gesticht zoals te Gembloers (10de eeuw) en in Orval (12de eeuw).

### Het Karolingische rijk

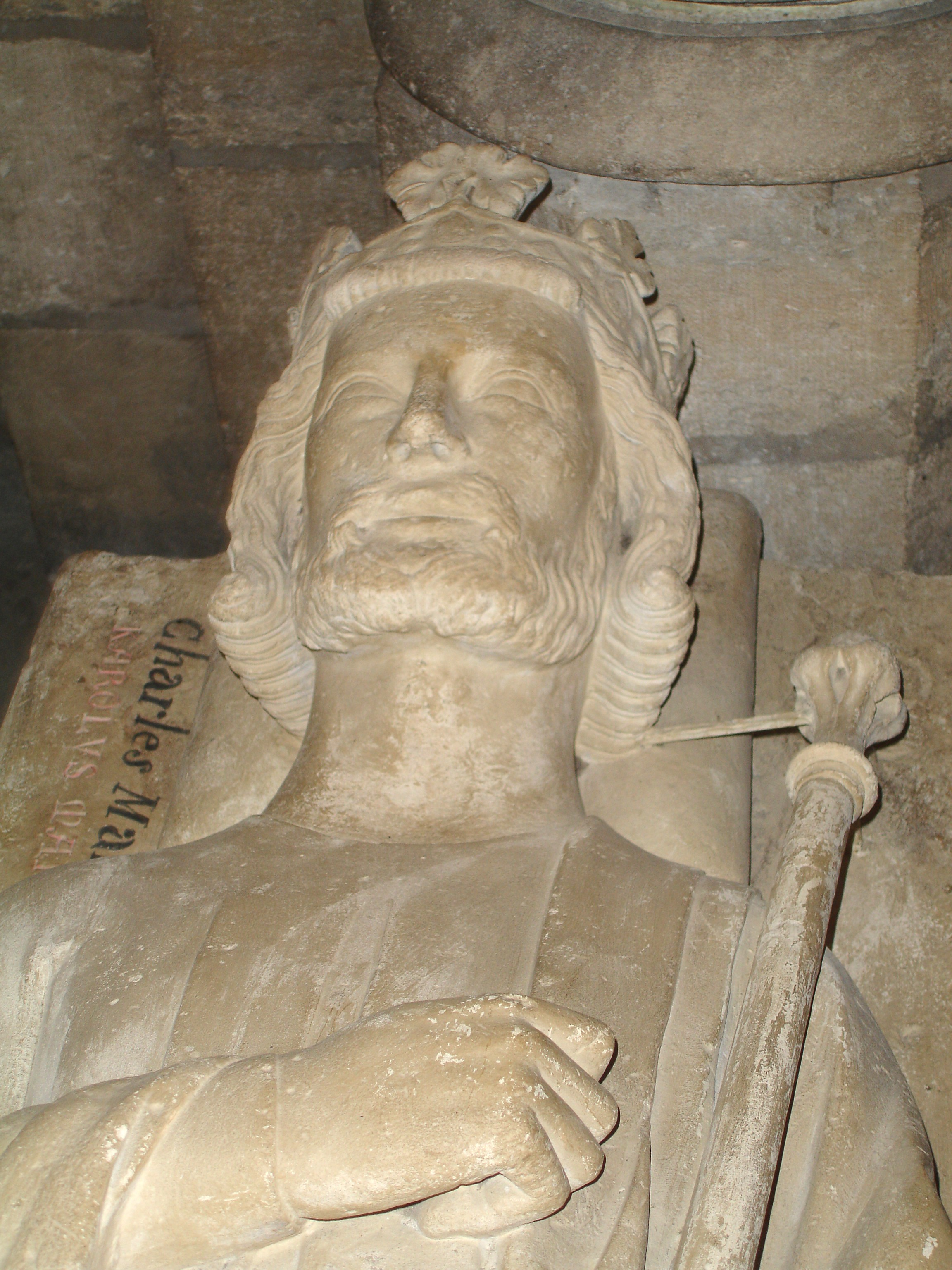
Karel Martel

De Merovingische dynastie van het Rijk der Franken had het bestuur overgelaten aan de hofmeiers. Maar de hofmeiers Karel Martel (te Herstal geboren, overwinnaar op de Arabieren) en Pepijn de Korte (overwinnaar van de Longobarden in Italië) waren zeer ambitieus en in 751 beëindigde Pepijn de Merovingische dynastie en werd hijzelf tot koning gekroond. Onder zijn zoon Karel de Grote werd het rijk sterk vergroot en kwam er een Karolingische renaissance.
In 843 werd in het verdrag van Verdun het Karolingische Rijk verdeeld in drie delen: West-Francië, het rijk van Lotharius ofte Lotharingen of Midden-Francië, en Oost-Francië. West-Francië (later Frankrijk) en Oost-Francië (later Duitsland) zouden later het Middenrijk verdelen. In 870 werd beslist dat de Waalse gebieden als deel van Lotharingen tot het West-Frankische koninkrijk zouden behoren, maar al in 880, bij het verdrag van Ribemont, werden ze in het Duitse rijk ondergebracht.

### Feodale versnippering
De Frankische gebieden werden onderverdeeld in gouwen, met aan het hoofd een gouwgraaf. De gouwen die in het hedendaagse Wallonië lagen waren (waarschijnlijk) de Brabantgouw, de Haspengouw, de Luikgouw, de Ardennengouw, de Doornikgouw, de Henegouw, de Methingouw en de Lommegouw. Graven werden benoemd door de Frankische koning/keizer, om hem in de gouw te vertegenwoordigen; als er een overleed of uit zijn ambt ontheven werd voor misdraging, kwam het gebied terug in handen van de heer, die een nieuwe graaf aanstelde.
Dit stelsel kwam in verval na de deling van het Frankische rijk, waarop het ambt erfelijk werd en halverwege de 9e eeuw grafelijke dynastieën ontstonden. De gouwen verdwenen en door deling en samenvoeging door middel van aankoop, huwelijk en oorlog ontstond een groep sterke, half-zelfstandige gewesten in Wallonië, namelijk:
- het zuidelijk deel van het prinsbisdom Luik
- het westelijk deel van het hertogdom Luxemburg, waaronder het graafschap Chiny
- het graafschap Namen
- het graafschap Henegouwen, waaronder de mark Valencijn, het graafschap Bergen en het graafschap Chièvres
- het abdijvorstendom Stavelot-Malmedy
- het hertogdom Bouillon
- het zuidelijkste deel van het hertogdom Brabant;
- het hertogdom Limburg.

### De ontwikkeling van een ijzerindustrie
Wallonië, door de aanwezigheid van metalen aan de voet van de Ardennen, was reeds in de Romeinse tijd een centrum van ijzerindustrie, maar in de middeleeuwen werd de Waalse methode van ijzersmeden ontwikkeld. Nadat het ijzer uit de smelting uit de hoogovens was gewonnen, was het meestal nog niet zuiver, in de Waalse smederijen werd het meest zuivere ijzer geproduceerd. Deze technologie verspreidde zich naar Frankrijk en Engeland, dikwijls onder leiding van Waalse smeden.

## Wallonië in de vroegmoderne tijd

### Bourgondische Rijk
Uit de veelheid van kleine vorstendommen, door een uitgekiende huwelijkspolitiek en door verovering, verzamelden de hertogen van Bourgondië de Nederlanden. Filips de Stoute erfde, door met Margaretha van Male te trouwen, Nevers, Vlaanderen, Artesië en Bourgondië. Het Bourgondische territorium werd uitgebreid met Namen (1421), hertogdom Brabant en Limburg (1430), het graafschap Henegouwen, Holland en Zeeland (1432), Luxemburg (1441) en Gelre (1473). In 1441 werd de eerste Staten-Generaal samengeroepen, met vertegenwoordigers uit Brabant, Vlaanderen, Rijsel, Dowaai, Orchies, Artesië, Henegouwen, Holland, Zeeland, Namen, Mechelen en Boulogne.

### Protestantisme
In de 16e eeuw komt het calvinisme uit Frankrijk overgewaaid naar de Nederlanden. De eerste calvinistische geloofsbelijdenissen worden in het Frans geschreven, en later in het “Vlaams” vertaald. De eerste nationale synodes (1571 & 1578) waren tweetalig: de Waalse bijdragen waren van grote waarde. Maar het ging de protestanten niet voor de wind in Wallonië: De hertog van Alva zuiverde het land, en de katholieke adel en geestelijkheid behielden hun macht in de Waalse gebieden, de Waalse Hervormde Kerken moesten vluchten naar het Noorden: te Middelburg wordt de eerste gevestigd in 1574, in 1578 te Amsterdam en in 1585, na de val van Antwerpen, zullen nog vele Waalse kerken volgen: in totaal zullen 43 kerken deelnemen aan die eerste uittocht.
Na de herroeping van het Edict van Nantes (1685) zullen zich nog tienduizenden Franse hugenoten aansluiten bij de Waalse gereformeerde kerken. Zij maken deel uit van de tweede golf van vluchtelingen.
Vele Walen zullen ook vluchten naar de Nieuwe Wereld, en een belangrijke bijdrage leveren aan de stichting van de kolonie Nova Belgica of Nieuw-Nederland.

### De Unie van Atrecht
De Unie van Atrecht (1579), gevolgd door het Traktaat van Atrecht, bezegelde de verzoening tussen de Waalse gebieden in de Nederlanden en Filips II van Spanje. Het was een katholiek verbond, en het protestantisme werd verboden. Vanaf het begin van het conflict in de Nederlanden, dat zou leiden tot de scheuring en de Tachtigjarige Oorlog, werden de Walen door de ‘Nederlanders’ met de vinger gewezen. Gilbert Roy, historicus van de Nederlanden, liet zich laatdunkend over hen uit: “Walons Espaignolisés, qui se sont vestus de la brutale tyrannie, pestulance et arrogance Espaignole...”
Luxemburg en Namen hadden zich reeds na de Pacificatie van Gent gedistantieerd van de Nederlandse Opstand; Luxemburg had zich uit onvrede zelfs niet eens aangesloten. De vertegenwoordigers van Rijsels-Vlaanderen (Waals Vlaanderen), Henegouwen, Valencijn en Artesië, gingen zich reeds in 1577 profileren als een aparte katholieke antiprotestantse groep in de Staten-Generaal. Het zijn deze laatsten die zich aaneen zouden sluiten tot de Unie van Atrecht.
Doornik echter stond eerder aan de kant van de pacificatie van Gent, omdat zij belangrijke handelsrelaties had met Vlaanderen. De redenen waarom de “Walen” ‘overliepen’ naar de Spanjaarden zijn divers: het protestantisme had er, na het regime van de hertog van Alva, minder invloed, en de Waalse economie was minder commercieel en industrieel. De katholieke (land)adel en de geestelijkheid hadden er meer macht en er was geen sterke burgerij. Er was ook een economisch conflict waarbij Vlaanderen en Brabant de vrije doorgang van goederen verhinderden naar het zuiden, een houding die waarschijnlijk beïnvloed werd door de gebeurtenissen in Frankrijk in 1572, de beruchte Bartholomeusnacht. De protestanten waren op hun beurt niet altijd erg tolerant tegenover de katholieken.
Men zou kunnen stellen dat de Unie van Atrecht de eerste politieke stellingname en bewustwording van politiek aaneengesloten “Waalse” gebieden was. De meeste gebieden die zich aansloten bij de Unie van Atrecht liggen nu in Frankrijk, met uitzondering van oostelijk Henegouwen, maar de andere provincies, Namen, Luxemburg en het niet-Habsburgse prinsbisdom Luik, bevonden zich in het katholieke kamp, terwijl Noord-Vlaanderen, Brabant, Doornik, Gelre, Zeeland, Holland, Utrecht, Groningen, Drenthe, Friesland en het Maasland duidelijk voor de Unie van Utrecht kozen, of erbij aanleunden.

### Waalse “knowhow” in de wereld
De Waalse ijzerverwerkende industrie en knowhow was wereldvermaard, en in de zeventiende eeuw zal de Luiks-Nederlandse industrieel Louis de Geer Waalse ambachtslieden meenemen naar Zweden om daar een grote metaalverwerkende manufactuur te stichten en hij zal kanonnen leveren aan de protestantse zaak van koning Gustaaf II Adolf van Zweden in de Dertigjarige Oorlog.

### De Verlichting
Wallonië, gedomineerd door het katholicisme en het oerconservatieve Prinsbisdom Luik, wordt soms gezien als archaïsch bolwerk van een traditioneel, bijna obscuur, middeleeuws gedachtegoed. Toch kreeg het vooruitgangsdenken van de verlichting er voet aan de grond en publiceerden de Luikenaars (zoals in de drukkerij van brassompierre) de werken van Diderot, Voltaire, Montesquieu, Beaumarchais, Raynal, dikwijls in samenwerking met het nabijgelegen Maastricht. De drukker Clement Plompteux zal zich specialiseren in projecten ter vervolmaking van kennis, waaronder de heruitgave van de Encyclopédie. “Terug naar de natuur” poëzie wordt geschreven door de Luiks/Franse dichter en schrijver Nicolas Germain Léonard. In La Société Libre d’Emulation  worden moderne hervormingen besproken. De prins-bisschop Franciscus Karel de Velbrück, vrijmetselaar en model van de verlichte kerkvorst, regeerde Luik vanaf 1772.

## Wallonië van 1789 tot 1914

### De lange negentiende eeuw

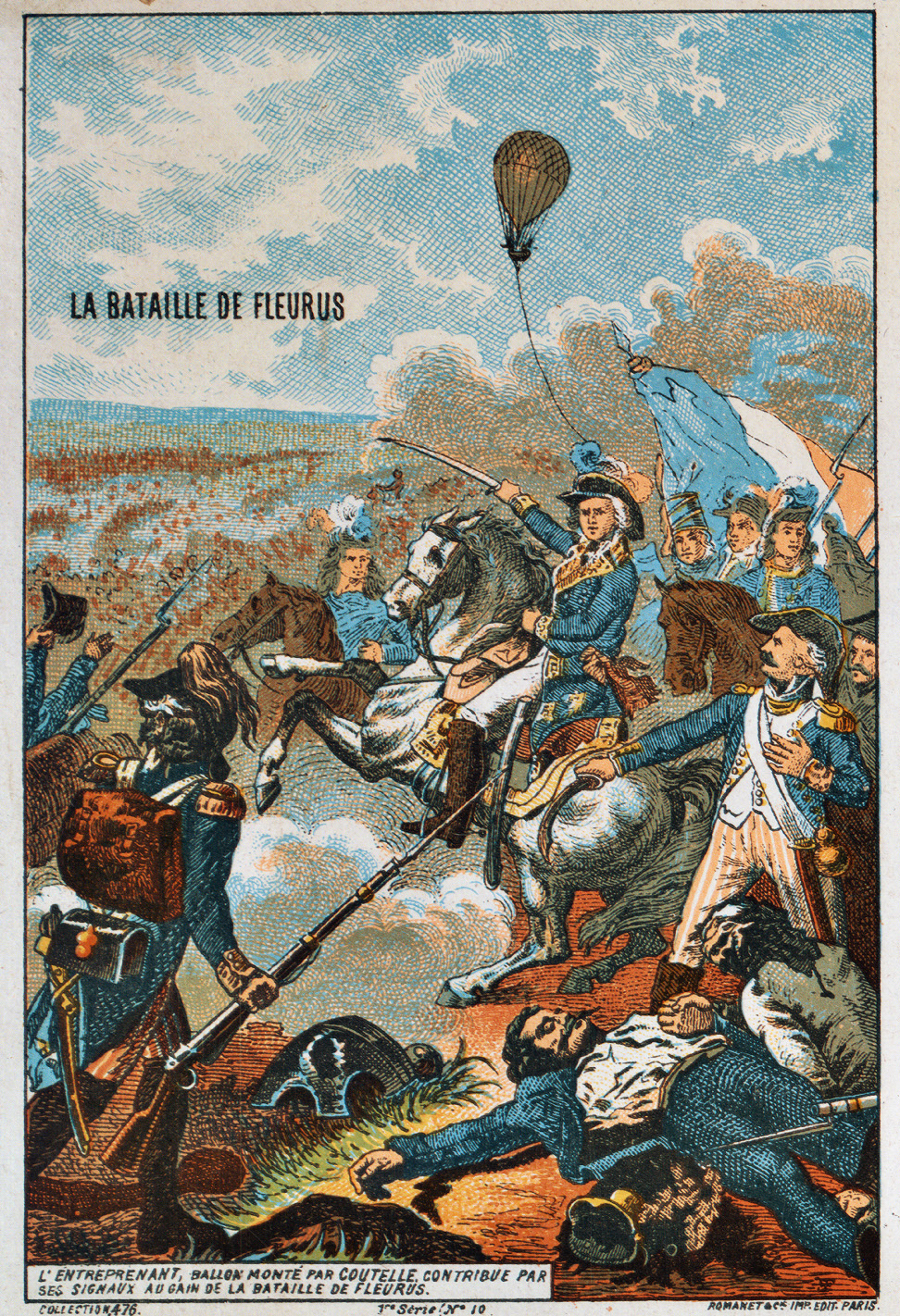
Slag bij Fleurus

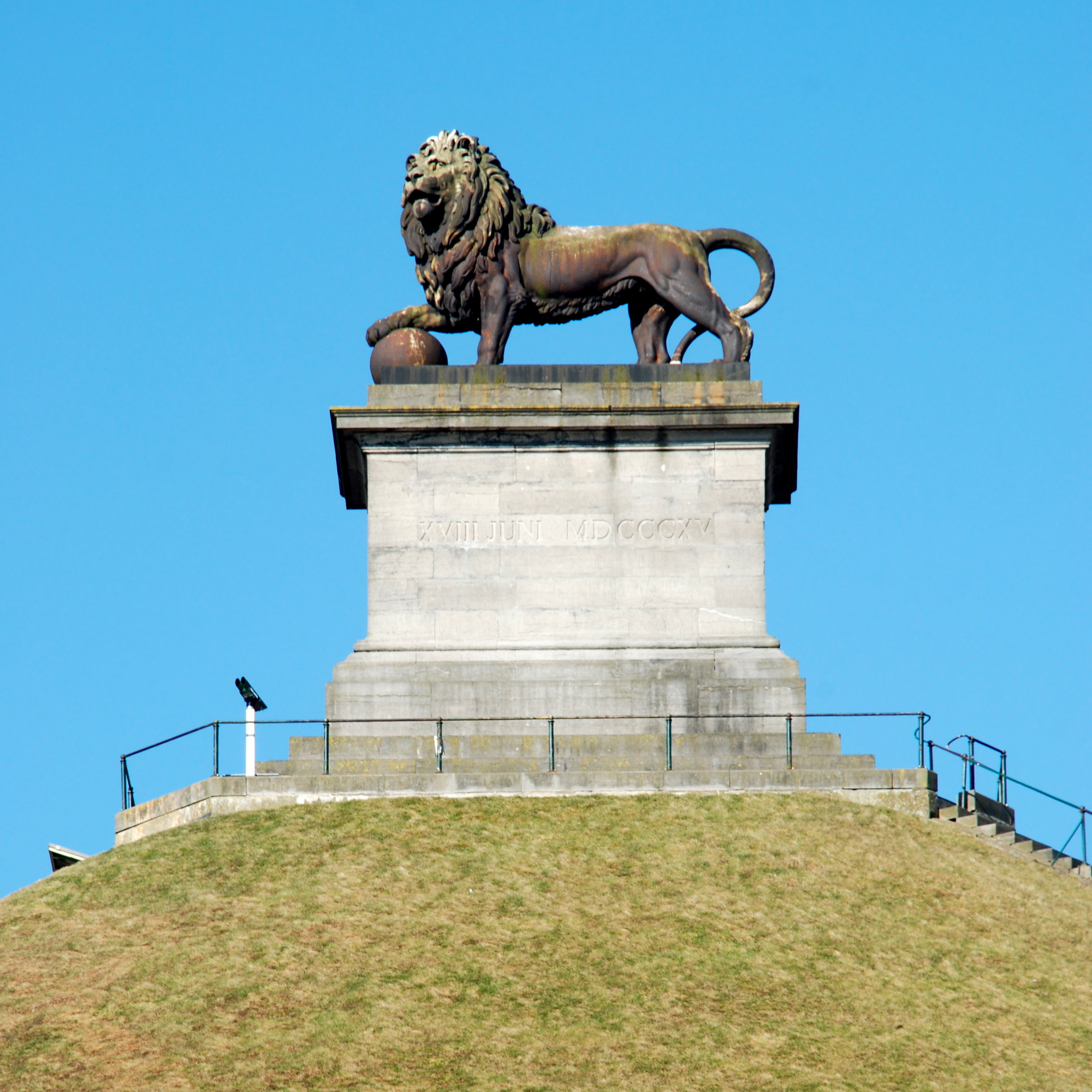
De Leeuw van Waterloo

Wallonië, in de 18e en 19e eeuw aan de spits van de industriële revolutie en de technologische vernieuwingen, ziet het Waalse landschap grondig veranderen, maakt verschillende revoluties en oorlogen mee en zal zich geconfronteerd zien met een hard sociaal vraagstuk door immigratie van een arbeidersproletariaat naar de steden. Van 1789 (de Brabantse en Luikse omwentelingen) tot 1794 wordt het land getroffen door verscheidene oorlogen ten gevolge van de Franse revolutie (bijvoorbeeld veld slag bij Jemappes en de slag bij Fleurus), In 1814-1813 wordt het gebied ingelijfd als deel van het Verenigd Koninkrijk der Nederlanden. Frans werd ingevoerd als eenheidstaal in Wallonië ten tijde van het Franse regime en door Willem I. In 1830 zullen Waalse vrijwilligers zich aansluiten bij de opstand in Brussel, en hun bijdrage leveren aan de secessie van België. Voor een deel werd die Belgische revolutie vanuit Waals perspectief enerzijds ingegeven door het katholicisme, anderzijds door industrieel protectionisme in het kader van een commercieel open Verenigd Koninkrijk, waarbij concurrentie met Britse producten door de open markt moeilijker werd. Vanaf 1830 zullen verschillende sociale schokken Wallonië in rep en roer zetten met de opkomst van de massale vakbonden en de enorme Belgische Werkliedenpartij (een van de grootste politieke ledenverenigingen ter wereld op het einde van de negentiende eeuw) kreeg de sociale beweging (en de internationale beweging) in Wallonië een zeer sterke basis. Op het einde van de negentiende eeuw begon de Waalse economie te stagneren en vertraagde de industriële en demografische ontwikkeling. Hier ligt ten dele de grondslag voor een Waals streven naar een Waals regionalisme en de opkomst van de Waalse Beweging: het groeiende demografische, economische en politieke overwicht van de Vlamingen in België stond de Waalse ontwikkeling in de weg.

### Industriële Revolutie
De Waalse industriële ontwikkeling is een van de vroegste van Europa, en het steile tempo van de ontwikkeling in het midden van de negentiende eeuw was ontzagwekkend. Er ontstond een merkwaardige chaotische mengeling van kleine ijzerverwerkende bedrijfjes, de kleine mijnschachten en kleine landbouwbedrijven die karakteristiek zullen zijn in het landschap van de Waalse “sillon industriel”, terwijl ook reuzen van de staalindustrie, zoals Cockerill en Krupp enorme hoogtechnologische hoogovens voor de staalproductie oprichtten. De ontwikkeling van het rijke steenkoolbekken in de Borinage en van de zware staal en machine-industrie had een grote invloed op de andere industrieën in België, zoals de textielindustrie die (van oudsher) honderdduizenden tewerkstelde in Oost-Vlaanderen, West-Vlaanderen en Verviers. Vandaag maakt de staalreus Cockerill-Sambre nog steeds deel uit van de staalgroep ArcelorMittal. Wallonië was een speerpunt in de eerste industriële revolutie, vooral op het vlak van de zware industrie, gebaseerd op kolen en staal, maar miste voor een deel de tweede industriële revolutie (vanaf ongeveer 1870) gebaseerd op olie, gas, elektriciteit. Wel werd in Charleroi het solvayproces ontwikkeld door Ernest Solvay in zijn chemische fabriek (1863), terwijl de schaalvergrotingen in de staalindustrie de bedrijven concentreerde in grote (financiële) holdings.

### Vlaamse immigratie naar Wallonië
Sinds de Belgische onafhankelijkheid heeft het begrip 'Vlaams' zich verlegd van het oude graafschap Vlaanderen naar alle 'Vlaamstalige' provincies van het land. Vlaamse immigratie naar Wallonië werd een omvangrijk fenomeen in de geschiedenis van België. Kas Deprez schreef: "In de 19de eeuw zien we een arm Vlaanderen terwijl het agrarisch relatief rijk was. De eerste industriële revolutie ging Vlaanderen voorbij. Vlamingen immigreerden naar Wallonië (en andere regio's), om aan de armoede thuis te ontsnappen." De cijfers van 1866 tot 1910 gepubliceerd door Yves Quairiaux maakt het mogelijk om de belangrijkheid van dit economisch verschijnsel te begrijpen. Veel Walen dragen Vlaamse familienamen.

## Wallonië van 1914-1989

### Eerste Wereldoorlog
In de Eerste Wereldoorlog werd heel Wallonië bezet door de Duitsers, er was sprake van een zekere berusting tijdens de bezetting. De aanvang van de oorlog ging echter gepaard met Duitse represailles tegenover Belgische burgers (het zouden francs tireurs zijn) en de Duitsers begingen misdaden tegen de bevolking. Veel van die represailles zouden het gevolg geweest zijn van de Duitse frustratie dat de forten rond Luik gedurende de slag om Luik zo lang standhielden, waardoor het Von Schlieffenplan vertraging opliep.

### Interbellum
Na de oorlog werd België vergoed met de Oostkantons; zij werden onderdeel van de provincie Luik.
In de jaren 30 kwamen in Wallonië, net als overal in Europa, fascistische partijen op. De bekendste is Rex onder leiding van Léon Degrelle. Ook had het Vlaamsch Nationaal Verbond (VNV) enkele Waalse afdelingen.
De depressie van de jaren dertig trof ook de Waalse industrie.
In 1932 werd de taalgrens vastgesteld als een bestuurlijk gegeven, dat het Franstalige Wallonië territoriaal van een Nederlandstalig Vlaanderen zal onderscheiden.

### De Tweede Wereldoorlog
In 1940 werd België bezet door nazi-Duitsland. Net als het VNV en het Verdinaso zou Rex overgaan tot collaboratie. Léon Degrelle kreeg een leidende rol in Wallonië. Degrelle zag voor Wallonië een rol in een 'Groot-Germaans Rijk' onder leiding van Duitsland.
In 1944 werd België gesplitst in twee rijksgouwen en ingelijfd bij Duitsland; Degrelle werd de Landsleider van het Waalse volk in de rijksgouw Wallonië. In Wallonië werd ook een harde verzetsstrijd gevoerd tegen collaborateurs en de Duitse bezetter werd gesaboteerd.
In 1944 werd België bevrijd, maar het Duitse leger had nog een verrassing in petto: het Ardennenoffensief. De onverzettelijkheid van de Amerikaanse bevrijder in de Ardennen is een deel geworden van het Waalse historische patrimonium.

### De economische stagnatie en economische reconversie
De regering had tijdens de oorlog besloten dat de Waalse economie zou blijven draaien onder de bezetter, zodat er geen mensen tewerkgesteld zouden worden in Duitsland, en om het industriële apparaat te behouden. In de jaren vijftig kende de Waalse economie dan een heropleving door de naoorlogse heropbouw en door de Europese Gemeenschap voor Kolen en Staal (EGKS). Maar in de jaren 60 en 70 kwam Wallonië in een economische crisis terecht; de mijnen moesten dicht en de zware industrie ging ten onder.
Dit is te wijten aan de historische structuur van de Waalse nijverheid (de zware industrie), die geconcentreerd was in zeer grote bedrijven en afhankelijk van hun infrastructuren. Toen die desinvesteerden en sloten, ondanks de pogingen om ze te houden, bleek er niet voldoende alternatieve/gediversifieerde economische structuur te bestaan om de neergang van de zware industrie op te vangen en bovendien werd de neergang van de industrie al te veel opgevangen door de publieke sector waardoor de economie nog meer verstarde.

### De federalisering van België: Wallonië wordt een deelstaat
Zie ook: Staatshervorming (België)
Op 31 oktober 1962 wordt de taalgrens vastgelegd en worden de taalwetten gestemd (vooral steunend op een grote Nederlandstalige meerderheid, en een minderheid van de Franstalige stemmen) in een zeer grote mate volgens de bepalingen van de kaart getekend door Jean Van Crombrugge (met uitzondering van Edingen dat bij Wallonië werd gevoegd). Vanaf nu zouden volkstellingen niet langer de taalgrens bepalen en werd België verdeeld in vaste deelgebieden (Vlaanderen, de Brusselse agglomeratie en Wallonië).
Van 1970 tot 1993 werd de Belgische staat hervormd, om tegemoet te komen aan Waalse en Vlaamse autonomie-eisen. Hierdoor werd Wallonië het Waals Gewest met enkele belangrijke bevoegdheden. In 1993 werd België grondwettelijk een federale staat; verregaande bevoegdheden werden overgedragen aan de gewesten en de gemeenschappen. De overdrachten en indeling van bevoegdheden zijn nog steeds een actueel politiek onderwerp in België dat Wallonië ten zeerste aanbelangt (zie ook Octopusoverleg).

## De Waalse Beweging en de nationale verbeelding in Wallonië

### Opkomende Waalse weerstand

Vlag van Wallonië

Vanaf 1856, toen La Société Liégeoise de Littérature wallonne werd opgericht, groeide er in het zuiden van het land een literair-folkloristische beweging ten gunste van de Waalse dialecten. Onder invloed van de eerste taalwetten, groeide die vanaf de jaren 1880 uit tot een mouvement de défense wallonne et francophone, die ijverde voor het behoud van het Frans als enige officiële taal in België. De WB verzette zich tegen individuele tweetaligheid, taaldwang en de introductie van het Nederlands in Wallonië.
De beweging sloot een aanzienlijke groep socialisten (vooral uit de provincies Luik en Henegouwen) aan haar boezem (bijvoorbeeld Jules Destrée met zijn beruchte Lettre au roi in 1912) en verruimde haar unitaire anti-flamingantische ideeëngoed met Waalse grieven strictu senso. Het ongenoegen over de Waalse verbanning uit het centrum van de macht - tussen 1884 en 1902 zat er maximaal één Waal in de regering - en over de wet tot vernederlandsing van het vrij middelbaar onderwijs (12 mei 1910), maar vooral over het wetsvoorstel tot vernederlandsing van de Gentse universiteit (31 maart 1911) hadden haar geradicaliseerd. De onvrede over de Vlaamse politieke hegemonie vergroeide met een angst om door de Vlamingen met hun numerieke overtal in de hoek gedrongen te worden. Deze ‘minoriseringsangst’ werd aangewakkerd door de toepassing van het algemeen meervoudig mannelijk stemrecht vanaf 1893 (waardoor de Vlamingen een electoraal overwicht kregen), een daling van het Waalse aandeel in de Belgische bevolking en de tweede industriële revolutie die pas toen in Vlaanderen begon. In 1912 werd op het Congrès National wallon, georganiseerd door Delaites Ligue wallonne de Liège, een comité opgericht dat het vraagstuk van de bestuurlijke scheiding moest bestuderen. Dat richtte op zijn beurt een officieus Waals parlement op, l’Assemblée Wallonne, een permanent propagandabureau voor de Waalse zaak. De scheidingsgedachte brak door omdat de Waalse socialisten en liberalen bij de parlementsverkiezingen van 1912 een pijnlijke nederlaag hadden geleden.
Er werd een volkslied gekozen Li Tchant des Walons (Le chant des Wallons, het Lied der Walen), geschreven in 1900. In het jaar 1913 wordt het volkslied gevolgd door de Rode Haan, de Waalse vlag ontworpen door Pierre Paulus.

### De Waalse Beweging tijdens het interbellum
Door de ervaringen van de Eerste Wereldoorlog mat de Assemblée wallonne zich opnieuw een strikt Belgisch-nationalistische houding aan. Federalisme associeerde zij met de Duitse Flamenpolitik en wees zij dus af. Dat leidde tot hevige spanningen met radicalere wallinganten zoals Jules Destrée, die de Assemblée in 1923 met slaande deuren verliet. De nieuwe ster aan het Waalse firmament werd de Ligue d’action Wallonne (de Liège) (°1923), die voluit de federalistische kaart trok onder invloed van de luider klinkende flamingantische eisen. Vanaf 1930 organiseerde de Ligue de congressen van de Concentration Wallonne met als doel alle Waalse verenigingen te groeperen die naar meer gewestelijke autonomie streefden. De eentaligheid van Wallonië en de taalvrijheid in Brussel stonden er hoog op de agenda. Andere programmapunten waren: de verdediging van het Belgische grondgebied, toenadering tot Frankrijk, de vertegenwoordiging van Walen in de regering, de Waalse economische belangen, het probleem van de nataliteit, de taalrechten van de Walen in de openbare overheden, en het statuut van de taalgrens en Brussel.
Tot 1930 ongeveer verdedigde de WB de eentaligheid van Wallonië en de tweetaligheid van Vlaanderen. De radicalisering en groeiende slagkracht van de VB zorgde echter voor een ommekeer. De wallingantische politici, die huiverden bij de gedachte aan Vlaamse taaleilandjes in Wallonië, offerden de ‘franskiljons’ in Vlaanderen op. Hun ‘minoriseringsangst’, aangewakkerd door de economische inhaalbeweging en de demografische voorsprong van Vlaanderen, versnelde dit proces enkel. De taalwetten van 1932 voerden het principe van de eentaligheid van Vlaanderen en Wallonië in, maar zorgden voor spanningen tussen de Waalse en Brusselse vleugel van de WB.

### Het Waals Nationaal Congres
Op 20 en 21 oktober 1945 werd in Luik het Waals Nationaal Congres gehouden, waaraan 1500 congressisten meededen, voorgezeten door Joseph Merlot. Zij wierp zich op als vertegenwoordiging van het Waalse volk.
In de eerste stemming kozen er van de 1046 van hen:
- 17 voor een unitair België;
- 391 voor een autonoom Wallonië in Belgisch staatsverband;
- 154 voor een onafhankelijk Wallonië en
- 486 voor aansluiting bij Frankrijk

In 1947 kwam de meerderheid van de Waalse leden in de Kamer van volksvertegenwoordigers met een voorstel naar aanleiding van het Congres van 1945, dat het instellen van een vorm van federalisme inhield. Het voorstel werd verworpen door de Vlaamse en Brusselse afgevaardigden en de Waalse afgevaardigden van de PSC; de 51 die het wél steunden waren 40 Walen (de Kamer telde 76 Waalse afgevaardigden), 8 Brusselse Franstaligen (van 30) en 3 Vlamingen (van de 96).

### De Koningskwestie
Tijdens de Koningskwestie (periode 1945 tot 1950) waren de Walen in meerderheid tegen terugkeer van Leopold III naar België als koning. De Vlamingen waren echter in meerderheid vóór. Bij de niet bindende volksraadpleging (12 maart 1950) hierover vertaalde deze tegenstelling zich in 58% tegen in Wallonië en 72% voor in Vlaanderen wat in totaal 58% voor terugkeer opleverde. Toen de koning in juli 1950 terug naar België kwam en zijn bevoegdheden terug opnam leidde dit echter vooral in Wallonië tot algemene stakingen, sabotagedaden en aanslagen. Hierop sloten de drie grote politieke families (christendemocraten, socialisten en liberalen) een akkoord om Boudewijn tot koning te maken en werd Leopold onder druk gezet om af te treden ten voordele van zijn zoon. Dit zou hij uiteindelijk, niet zonder tegenstand, doen. Het feit dat de uitslag van de volksraadpleging niet gevolgd werd heeft naderhand tot spanningen geleid tussen de twee taalgemeenschappen.

### Mouvement populaire Wallon
Een korte economische heropleving en de schoolstrijd deden het wallingantische elan echter stranden in de jaren 50. Pas met de staking tegen de Eenheidswet in de winter van 1960-61, onder leiding van de legendarische vakbondsleider André Renard, kwam de WB weer aan het venster kijken. Voor het eerst in haar bestaan kon ze arbeiders bij haar acties betrekken, wat bekroond werd met de oprichting van de Mouvement populaire wallon.
De economische evolutie was hier niet vreemd aan: het economische overwicht verplaatste zich van het zuiden naar het noorden van het land. De WB wilde de Belgische staat federaliseren om zo de hefbomen voor een eigen, op de Waalse situatie afgestemd economisch beleid in handen te krijgen.
Tussen 1961 en 1963 verankerden een hele reeks taalwetten de tweetaligheid van Brussel en de eentaligheid van Vlaanderen en Wallonië. Vooral de precieze bepaling van het traject van de taalgrens tussen Vlaanderen en Wallonië verhitte de gemoederen in 1962. Vooral in Voeren heeft dit tot confrontaties geleid tussen beide taalgroepen.
De kwestie ‘Leuven Vlaams/Walen buiten’, die tussen 1965 en 1968 voor de nodige commotie zorgde, traumatiseerde de meerderheid van de Franstaligen in België en fungeerde als versnellingsmoment in de WB. Voor het eerst werd een politieke partij opgericht met als centrale programmapunt de verdediging van de Waalse belangen. Deze Parti wallon zou uiteindelijk het Rassemblement wallon worden, dat in 1974 zelfs opgenomen werd in de federale regering.

### De Nationale Verbeelding
Hoewel de Waalse beweging niet nationalistisch wil zijn, maar civiel en voluntaristisch – de vrije keuze als ‘citoyen’ voor de democratie - zet men zich af tegen Vlaanderen, tegen het voogdijschap van de Vlaams-Belgische staat, en tegen het nationalisme van Vlaanderen. Het antinationalisme behoort tot de kern van het wallingantische zelfbeeld. Men schuwt zelfs de term “Waalse natie” en men spreekt liever van “une identité postnationale” Toch hanteert men daaronder een etnisch discours dat nauwelijks verschilt van de flamingante retoriek.
De verfransing werd gezien als de uitdrukking van de vrije wil om Frans te praten, onderzoek naar de manier waarop druk werd uitgeoefend bij de verfransing in Vlaanderen en vooral in Brussel wordt genegeerd, de verfransing wordt vereenzelvigd met taalvrijheid, terwijl de vernederlandsing voorgesteld wordt als “taaldwang”.
Het beeld van het strijdende Wallonië tegenover het collaborerende Vlaanderen is verankerd in het collectieve geheugen van de WB. De tegenstelling tussen het goede vrijheidslievende Wallonië en het collaborerende fascistische Vlaanderen is een vast thema in de Waalse beweging en vast onderdeel geworden van de nationale verbeelding in Wallonië. Het verzetsverleden van de WB is indrukwekkend. Echter, in de wallingantische historiografie blijft de collaboratie in Wallonië een blinde vlek. Ook xenofobie tijdens vakbondsacties zowel voor de oorlog als erna worden verzwegen. Daar, en dan vooral bij de collaboratie, botst het Waalse zelfbeeld met de praktijk. Het rexisme wordt niet als onderdeel van de Waalse Beweging beschouwd (waartoe enkel die bewegingen behoren die iets positiefs betekend hebben voor Wallonië).
De etnische onderbuik van de Waalse Beweging is zichtbaar in het gebruik van de termen ethnique, een discours van twee verschillende volkeren, het veralgemeende zelfbeeld van de Waalse natie, de Waalse beweging en het zich afzetten tegen het flamingantisme en het dominante (katholieke) Vlaanderen, dénationalisation: Walen worden “francophones”, of men beklaagde zich erover dat Vlaanderen “Waalse” kunstenaars had ingelijfd (zoals Rogier van der Weyden) en ten slotte territorium.

## Sociaal-economische ontwikkelingen in Wallonië in de negentiende en twintigste eeuw

### Economische groei en sociale implicaties in de negentiende eeuw
Tussen het einde van de 18e eeuw en de Belgische onafhankelijkheid maakte België een zeer vroege industrialisatiegolf door dat aanvankelijk, behalve de katoenspinnerijen te Gent, nog niet door een massale mechanisatie werd gekenmerkt. In Wallonië worden misschien hier en daar sinds de achttiende eeuw revolutionaire (stoom)pompen gebruikt om de mijnen te draineren, toch blijft het grootste deel van de industrie gebaseerd op de handenarbeid van talloze arbeiders. Vooral in Vlaanderen ontstond zo op het platteland, in de kleine en in de grote steden een enorm proletariaat dat ingeschakeld werd in de vlas- of linnennijverheid, op een voordien ongeziene schaal. Dankzij de ontwikkeling van die enorme textielnijverheid en al haar takken, kenden Oost- en West-Vlaanderen een zeer hoog bevolkingspeil: het was meer dan tweemaal zo dichtbevolkt als het Belgische gemiddelde.
Tezelfdertijd ontwikkelde de economie zich in het Waalse bekken van Samber en Maas, de mijnbouw en de aloude metaalnijverheid werden steeds belangrijker. Tussen 1800 en 1830 was de grootste nijverheid en economische activiteit nog terug te vinden in de 2 zeer dicht bevolkte Vlaamse provincies, maar er volgde een reeks zeer diepe crises die het economische landschap in België zouden veranderen en het economische zwaartepunt zou verleggen naar Wallonië, de Vlaamse textielnijverheid (linnen en katoen), veruit de grootste nijverheidstak in België tot dan toe, had te kampen met het verlies aan afzetmarkten (vooral de Belgische onafhankelijkheid was zeer nefast voor de Vlaamse nijverheid en handel), en had te kampen met zeer zware Britse concurrentie, wat tot gevolg had dat de lonen erg daalden.
Ook in Wallonië daalden de lonen, en in 1848 zou het loon in Charleroi teruggevallen zijn op het peil van 1830. Tegelijk was er in België een voedselcrisis ontstaan in de jaren achttienhonderdveertig: door de aardappelziekte en brand in de rogge (roest in het graan) verdrievoudigde de prijs van een brood bijna. In Vlaanderen, waar de lonen heel erg waren gedaald (25% loondaling te Sint-Niklaas), brak hongersnood uit, en op die hongersnood volgden ziektes zoals cholera en tyfus (in Wallonië gekend als “Le Mal Flamand”). De proletarisering van de uitgeperste bevolking had er geleid tot de verschrikkelijkste armoede.
Tegen de achtergrond waarbij deze economische crisis de Vlaamse bevolking en de Vlaamse nijverheid trof, werd de ontwikkeling van de nieuwe zware industrie in Wallonië gezien als de hoop van België. Er werd niet alleen massaal in die nieuwe metaalindustrie geïnvesteerd (terwijl grote openbare werken zoals de aanleg van een spoorwegennet de industrie stimuleerden), er kwam ook een zeer belangrijke migratiegolf op gang van ontwortelde en ellendige Vlamingen uit het zo overvloedig bevolkte maar nu verarmde, hongerlijdende Vlaanderen. Deze migrantengolf uit het noorden, was niet steeds welkom in Wallonië: Vlamingen waren gekend als slechte werkers, bierdrinkers, vrouwenversierders (het waren vooral vrijgezellen) en vechtersbazen…
In korte tijd zou de bevolking van Henegouwen verdrievoudigen (terwijl Luxemburg ontvolkte!), en Oost-Vlaanderen voorbijschieten als de meest bevolkte Belgische provincie. Een demografische evolutie die illustreerde hoezeer het economische zwaartepunt van de Belgische economie zich naar het zuiden verplaatste.
De toestand was dus bepaald niet rooskleurig voor het werkvolk, nog het allerminst in Vlaanderen, terwijl ook in Wallonië de arbeiders gestadig verarmden, en er niet beter op werden door de immigratie van goedkope, wanhopige en ontwortelde werkkrachten. Zo zegt Pirenne over de groeiende armoede in Wallonië: “De vrouwen van de Borinage wasschen, om zeep en kolen te sparen, haar linnen en kleederen in het heet water van de ruimpompen der kolenmijnen.” Of over het groeiende alcoholisme: “Te Verviers werd geraamd, dat het alcoholverbruik van 1833 tot 1844, met 46 t.h. vermeerderde. Het eenige middel nog tegen de jeneverplaag is de overmaat van ellende, die den werkman dikwerf belet drank te koopen.” Kinderarbeid is algemeen: “In de kolenmijnen putten kinderen van twaalf jaar, jongens en meisjes, zich af als hiercheurs beneden in de schachten; anderen zijn heel den dag benuttigd tot het openen en sluiten van de luchtververschingsdeuren, in de volslagen duisternis der gaanderijen, en doen daar beendermisvorming of stompzinnigheid op. Het aantal militieplichtigen, geweigerd om reden van zwakheid, ontoereikende grootte of ziekten van gestel, getuigt, op wreede wijze, hoe diep de nijverheidsbevolking lichamelijk gevallen is.” En hun lichamelijke ellende deed niet onder voor hun geestelijke armoede (zeer veel analfabetisme), of zedelijke ellende… (Pirenne)
De regering, erg voorzichtig en beducht voor opstanden, nam enkele goede maatregelen om de crisis te bezweren en trachtte de invoer van voedsel te stimuleren, de graanhandel te normaliseren, zodat de hongersnood geen al te erge vormen aannam en nam ook enkele maatregelen om de vlasnijverheid in Vlaanderen te hervormen en te moderniseren. Ook werd besloten het kiesrecht uit te breiden.
In feite bestaat er nog geen georganiseerd verzet tegen de slechte behandeling van de arbeiders en de toenemende proletarisering van de bevolking. De meeste kritiek komt van de kerk, die ook het grootste deel van de barmhartigheid door middel van een aantal caritatieve instellingen op zich neemt (zoals de berg van barmhartigheid). Sommige grote industriëlen zullen zorgen voor betere leefomstandigheden onder hun arbeiders, maar dat is eerder uitzondering dan regel.
Onder de arbeiders is gelatenheid troef: “Een ingenieur bewondert ‘het vreedzaam karakter en de onderwerping van den mijnwerker, vooral in de Borinage, waar hij soms, door de onderbreking van de scheepvaart, maanden lang van arbeid beroofd is’”(Pirenne)
Maar men is zich wel degelijk bewust van de verloedering, en het groeiende onbehagen onder de arbeidsbevolking, die wantrouwig is, de samenleving begint te haten en zich in toenemende mate vernederd voelt. In zoverre dat Dr Fossion zich afvraagt, ‘of er wel reden bestaat om de weldaden van de nijverheid met geestdrift te begroeten, als men zulke bedroevende uitslagen vaststelt’ (Pirenne) Vanaf 1850 ziet men wel de eerste vakbonden opkomen in België.

### Met het landschap en de economie verandert ook het sociale landschap van Wallonië
Terwijl Wallonië in 1856 nog gedomineerd werd door de landbouwsector (44% van de werkgelegenheid tegen 29% in de nijverheid), werkten er in 1910 reeds dubbel zoveel mensen in de nijverheid (meer dan 650.000 mensen) wat 53% van de werkgelegenheid vertegenwoordigde, terwijl slechts 13% nog in de landbouw tewerkgesteld werd.
(Ter vergelijking: in Vlaanderen werkte in 1910 44% in de nijverheid en 20% in de landbouw)
Als de tewerkstelling van arbeiders in de industrie in Vlaanderen al een hoge vlucht had genomen, dan was die in Wallonië buitengewoon geaccentueerd.
Deze arbeiders werden in toenemende mate in zeer grote staalbedrijven of mijnexploitaties tewerkgesteld. Ook was er een technologische beweging naar steeds meer specialisatie (staalindustrie en mijnbouw), en er waren dan ook veel goede Waalse ingenieurs in België.

### Naar een arbeiders-Wallonië
In België zou een massale arbeidersbeweging zich in grote mate ontwikkelen in de grote steden in het noorden en in het Waalse industriële bekken en vanaf 1850 worden in België de eerste vakbonden gesticht. Vanaf 1880 wordt de beweging steeds massaler en krijgt zij een politieke poot: in 1886 wordt de “Belgische Werklieden Partij” of de “Parti ouvrière belge” gesticht. Een (wereldwijde) groeivertraging vooral in de oudere industrietakken vanaf 1875 tot 1890 en toenemende economische herstructureringen hadden de arbeiders gedwongen zich syndicaal en politiek te verenigen… Men moet ook het toenemende verschil met de algemene economische structuur van het land van voor 1870 niet uit het oog verliezen: zowel Vlaanderen als Wallonië werden vooralsnog gedomineerd door de landbouwactiviteiten en qua tewerkstelling nog niet zozeer door de nijverheid.
Waalse historici zullen dan ook de grote (algemene) stakingen beschrijven als de meest definiërende momenten in de geschiedenis van de vorming van een Waals bewustzijn. De sociale strijd is dan de basis waarop de Waalse identiteit is gestoeld. Vooral de algemene staking van 1886 wordt het keerpunt genoemd in een sociaal en Waals bewustzijn. De armoede en de sociale treurigheid van de Borinage, maar ook de saamhorigheid van de arbeiders in hun situatie en de daaropvolgende sociale woelingen zijn bijna spreekwoordelijk geworden. De omstandigheden waarin de mijnwerkers leefden en werkten zijn op film vastgelegd in de documentaire Misère au Borinage (1934), gemaakt door Henri Storck en Joris Ivens.
Tot dan toe werd de Waalse economie gekenmerkt door de groei van de staalindustrie en de groei in de vraag naar kolen, en afwisselend door economische crises (1848, 1875, 1921, 1930).
En hoewel de ontwikkeling in de Waalse industrie sinds het einde van de 19e eeuw niet meer dezelfde groeidynamiek vertoonde, en het economische en demografische zwaartepunt van België zich op lange termijn steeds meer naar het noorden (vooral Antwerpen en Brabant) verplaatste, bleef het bekken van de zware Waalse industrie een zeer belangrijk gebied van de Belgische economie. Het was na 1945 dé groeipool van de Belgische economie en verantwoordelijk voor 44% van het Belgische bbp. De Waalse industrie was bijna intact uit de Tweede Wereldoorlog gekomen en de enorme naoorlogse vraag, gestimuleerd door de heropbouw, de EGKS vanaf 1951 en de wapenwedloop tijdens de Koude Oorlog, maakten een korte heropleving van de Waalse industrie mogelijk. In dezelfde naoorlogse periode werd Vlaanderen geplaagd door een verhoogde werkloosheid.

### Economisch verval en werkloosheid
Maar na die kortstondige heropleving zou de Waalse economie stagneren en zou Wallonië in toenemende mate haar belangrijkste industrietakken zien verdwijnen. In de jaren vijftig kende de Waalse economie dan een heropleving door de naoorlogse heropbouw en door de Europese Gemeenschap voor Kolen en Staal (EGKS). Maar in de jaren 60 en 70 kwam Wallonië in een economische crisis terecht; de mijnen moesten dicht en de zware industrie ging ten onder. De werkloosheid steeg zorgwekkend (in de Borinage verloren 40 000 mensen hun baan in de mijnbouw).
De Waalse industriële sector vertoont een verlies van bijna 60 000 banen tussen 1980 en 1986, vooral in de metaalsector (26 000 banen gingen er verloren). Vanaf 1982 zal de werkloosheid er stijgen tot meer dan 18% van de beroepsbevolking, tot 23% in 1985! Grotere sociale voorzieningen van de welvaartsstaat beperkten de armoede die het gevolg werd van deze desindustrialisering, toch was de sociale agitatie soms erg scherp in deze moeilijke tijden.
Vanaf 1970 kreeg Wallonië meer autonomie en men begon de economische problemen op Waals niveau aan te pakken. Aanvankelijk bleef men gericht op een in stand houden van de traditionele belangrijkste industrietakken en de uitgebreide sociale/publieke sectoren waardoor een verdere economische stagnering werd aangemoedigd. De oliecrises van 1973 en 1975 en de financiële crises van de jaren tachtig verergerden de situatie. Het Waalse aandeel in het bruto binnenlands product bedroeg in de jaren negentig slechts 26% van het Belgische bbp, voor een bevolkingsaandeel van bijna 33%...
Vanaf 1995 daalde de werkloosheid merkelijk, onder meer door de opkomst van nieuwe economische sectoren en nieuwe groeipolen (de UCL, de luchtvaartindustrie, de vlieghaven te Charleroi “Brussels South”, de ICT e.a.). Toch blijft de Waalse economie structurele zwakheden vertonen, wat geïllustreerd wordt door het wegtrekken van de bevolking uit de oude industriële stadskernen (zoals Luik, Charleroi, La Louvière), in deze gevallen niet opgevangen door een gerelateerde toename van de bevolking in randgemeentes. Deze emigratie is het gevolg van de uitzichtloze werkloosheid onder de jeugd in de grootsteden van het Waalse bekken.

## De Industriële revolutie en technologische vooruitgang
Kenmerkend voor Wallonië is haar industriële geschiedenis en de sociaal-economische gevolgen daarvan. Gedurende de tweede helft van de 19de eeuw stond de Waalse Industriële As aan de spits van de Industriële Revolutie in België. De meeste zware industrie was in Wallonië gevestigd en de industriële groei was er op dat moment het grootste.
Deze werd ten eerste gedragen door enerzijds de bredere industriële context van België (Textielindustrie in Verviers en in Vlaanderen, glasindustrie in Charleroi en Seraing, kortom de productie van goedkope basisconsumptiegoederen) en West-Europa die de uitbouw van een stevige infrastructuur veronderstelde, wat een belangrijke stimulus betekende voor de Waalse zware industrie. Hierdoor kreeg deze industrie een strategische betekenis (voor de ontwikkeling in andere industriële takken).
Ten tweede door de financiële infrastructuur van het jonge land: koning Willem I van het Verenigde Koninkrijk had een investeringsmaatschappij opgericht die de ontwikkeling van de industrie moest stimuleren. Deze werd later de "Société Générale" die het bankwezen stimuleerde en zelf vooral investeerde in de spoorwegen, de mijnbouw en de ontwikkeling van de zware industrie. Dit was een zogenaamd "staatsdragende holding" die van onschatbaar belang was voor de Waalse industriële ontwikkelingen en de concentratie van kapitaal nodig in de zware industrie.
Ten derde door technologische innovatie. De meeste technologische vernieuwingen van de eerste industriële revolutie waren Britse uitvindingen die geïmporteerd werden in België (bijvoorbeeld door de Cockerills, van Britse oorsprong, of door Lieven Bauwens). Naarmate in een later stadium de zware industrie zich ontwikkelde in Wallonië, ontwikkelde zich de nood aan goed opgeleide ingenieurs (we mogen hier de stichting van de rijksuniversiteiten Gent en Luik gedurende het Nederlandse Regime vermelden) en technologische oplossingen. Hierin speelde Wallonië een rol van betekenis door haar uitstekende ingenieurs in de Mijnbouw en de staalindustrie en de industriële innovaties die de tweede Industriële Revolutie inluidden zoals de Gramme-dynamo, het Solvayprocess en de Dulait-uitvindingen in de ACEC ateliers (elektrische motoren en turbines)... De Waalse bijdragen aan de technologische vooruitgang zijn opmerkelijk.